# هابي (لباس)
هابي (باليابانية: 法被) هو معطف ذو أكمام ويعتبر أحد الملابس اليابانية التقليدية يصنع عادة من القطن ويصبغ بلون نيلي أو بني ويطبع عليه مون. في الماضي ارتدى رجاء الإطفال الهابي.